# День учителя в Иране

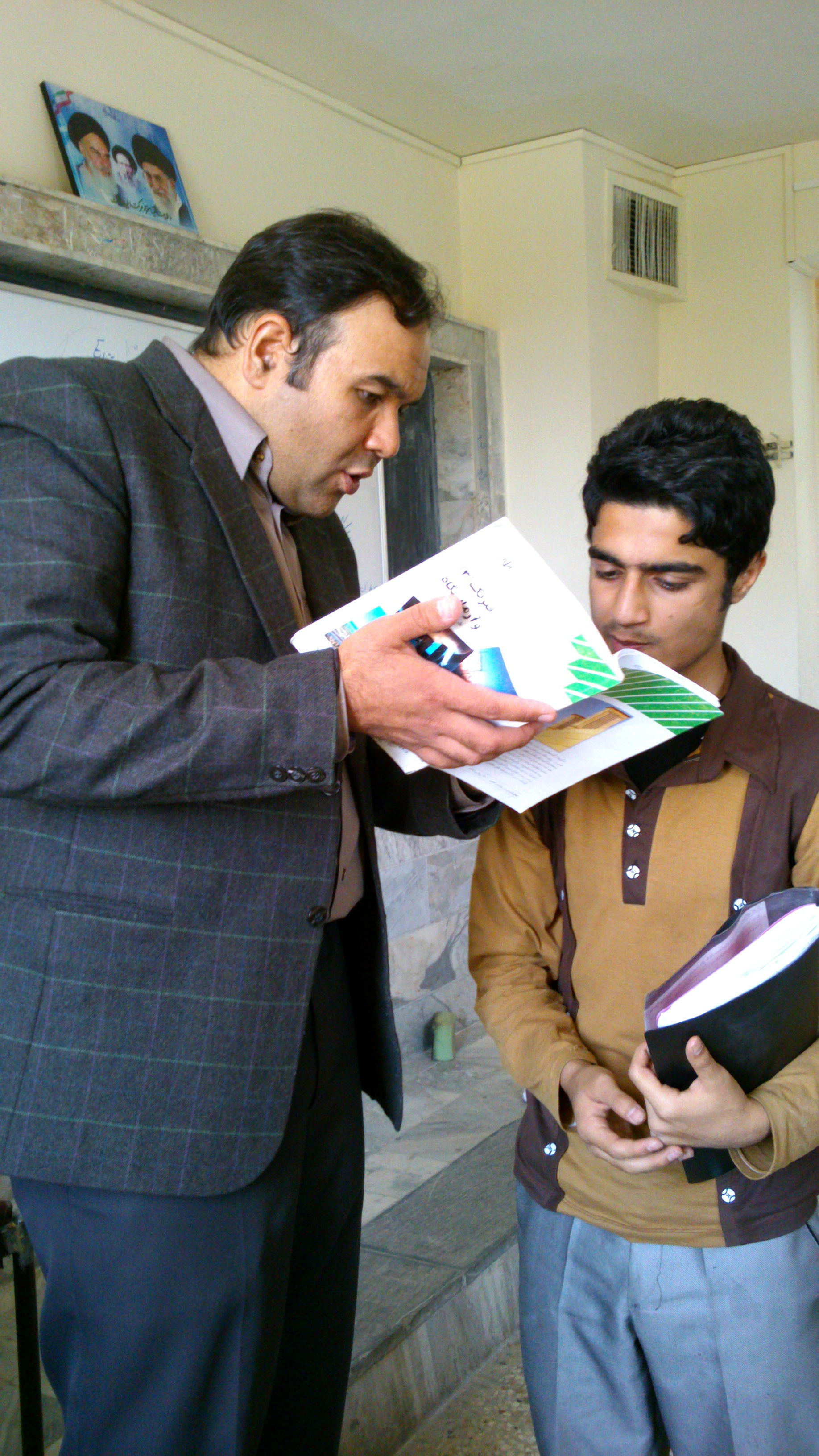

День учителя в Иране (перс.  روز معلم‎) — иранский праздник, который отмечается 2 мая (12 ордибехешта по иранскому календарю). В Иране в этот день принято дарить подарки учителям и проводить различные церемонии, на которых правительство отмечает заслуженных работников образования Ирана.

## Первый день учителя
До победы Исламской революции день учителя в Иране праздновали 2 мая (12 ордибехешта по иранскому календарю), так как 2 мая 1961 года убит учитель Абульхасан Хан Али, подающий надежды философ и филолог. Он был застрелен во время митинга учителей перед Национальной консультативной ассамблеей Ирана. В связи с этим вопиющим происшествием начались массовые акции протеста на площади Бахарестан.
Учителя Тегерана организовали митинг в знак протеста тяжелым условиям работы учителей и низким зарплатам. Участвующие в митинге говорили, что Абульхасан Хан Али не был спикером или идейным вдохновителем демонстрантов — он был самым обычным преподавателем, как и тысячи других в Иране, которые пытались добиться улучшения условий оплаты их труда.
Руководитель полицейского участка Насер Шахрестани опасался, что массовые волнения могут стать причиной его увольнения с высокого поста. Он выстрелил в сторону демонстрантов, попав в голову Хана Али. Еще двумя пулями он ранил двух других демонстрантов.
На следующий день на улицы по всему Ирану вышли учителя с растяжками «Они убили учителя» (перс.  کشتند یک معلم را‎) и прошествовали в сторону больницы Бозорганан, где скончался Хан Али. Учитель был похоронен на кладбище Ибн Бабовайх в городе Рее недалеко от Тегерана.
После инцидента Насер Шахрестани был уволен, премьер-министр временного правительства Пехлеви Шариф Эмами подал в отставку. Мохаммад-Реза Пехлеви принял его заявление и назначил Али Амини новым премьер-министром — он сразу начал формировать новый кабинет министров. Али Амини пообещал увеличить зарплаты учителям и, наконец, «уравнять условия работы учителей с условиями работы инженеров». Таким образом, одиннадцатидневные митинги учителей по всему Ирану подошли к концу.
После событий 2 мая 1961 года для успокоения народных масс правительство шахского режима решило увековечить память Абульхасана Хана Али, сделав этот день национальным праздником.

## Второй день учителя
После победы Исламской революции день учителя не сместился, однако стал отмечаться в память о другом человеке. 1 мая 1979 года погиб Мортаза Мотаххари, видный деятель революции, один из сподвижников имама Хомейни. Мотаххари был застрелен членом левой исламистской группировки.
Мотаххари был выдающимся шиитским богословом и политическим деятелем. Он получил теологическое образование в традиционной мусульманской школе в Мешхеде и шиитском образовательном центре в Куме. Имам Хомейни был одним из его преподавателей. В 1952 году Мотаххари учредил совет студентов Тегеранского университета. Он преподавал философию в этом университете более 20 лет.
Во время массовых гонений САВАК на оппозицию, Мотаххари попал в тюрьму вместе с имамом Хомейни. После изгнания имама в Турцию, Мотаххари вел деятельность по подготовке революции в Иране, став одним из лидеров исламского движения. После победы Исламской революции он занял пост президента Конституционного совета Исламской Республики.
Из-за разницы григорианского календаря и иранского календаря солнечной хиджры фактические дни обоих происшествий отличаются, однако оба произошли 12 ордибехешта. Тем не менее, в григорианском летоисчислении днем учителя в Иране принято считать 2 мая.

## Значение праздника
День учителя имеет огромное значение в связи с важностью профессии преподавателя. Во все времена на учителей возлагалась обязанность воспитания нового ответственного поколения настоящих патриотов. Школе официально отводится главенствующая роль в жизни детей и их всестороннем воспитании.